# سحرگاه پیروزی
سحرگاه پیروزی فیلمی به کارگردانی حسین بلنده و نویسندگی بهمن بلنده محصول سال ۱۳۷۸ است.

## خلاصه داستان
رسول که به اتفاق همسرش زینب و پسر کوچکش محسن در دزفول زندگی می کند، در تدارک جشن تولد پسرش است. او به همسر برادرش بهمن که آموزگار است و در شهر دیگری زندگی می کنند می گوید که برای شرکت در تولد پسرش به دزفول بیایند. حمله هوایی عراق به دزفول شروع می شود و رسول، همسر و کودکش را در جریان این حمله از دست می دهد. دشمن درصدد نابودی پادگان کرخه و تصرف پل کرخه به دلیل اهمیت استراتژیک آن است. چند تن از رزمندگان برای جلوگیری از پیشرفت عراقی ها آماده می شوند. رسول نیز به رزمندگان ملحق می شود. سیدرضا، دوست رسول به او تاکید می کند که ما برای انتقام نمی جنگیم. یک سرگرد عراقی که فرماندهی آن منطقه را بر عهده دارد از طرح رزمندگان آگاه می شود. رزمندگان از مناطق مین گذاری شده عبور می کنند و در نبرد سختی با نیروهای دشمن، تعدادی از رزمندگان به شهادت می رسند. پس از مدتی رزمندگان موفق می شوند سنگر فرماندهی دشمن را نابود کنند. آنان بار دیگر در یک بیشه با نیروهای عراقی روبرو می شوند که این بار نیروهای ایرانی متحمل تلفات بسیاری می شوند. رسول و سیدرضا، رسول و سيد رضا، شاهد کندن چاله ای عمیق توسط نیروهای عراقی هستند که قرار است به عنوان گور دسته جمعی از آن استفاده شود. رسول و سیدرضا خود را به پل کرخه می رسانند و در حالی که مقدمات تخریب پل را آماده می کنند، سیدرضا با گلوله یک افسر عراقی به شهادت می رسد و رسول نیز در یک نبرد تن به تن با یک افسر دیگر عراقی، موفق به کشتن دشمن می شود ولی در آخرین لحظه، در حالی که به شدت زخمی شده، موفق به تخریب پل می شود.

## بازیگران
- جعفر دهقان
- رضا صفایی پور
- کاظم افرندنیا
- رامبد شکرآبی
- خشایار
- حبیب اله الهیاری
- میترا خواجه نیان
- رحیم طالب پور
- سپیده حسینی
- فاطمه جعفری
- حسین تبریزی
- شهرزاد صفوی
- عباس مختاری
- سیدمحسن خرم دره
- رضا غفوری
- غلامرضا اصانلو
- غلامحسین پورمقدسیان
- سعید کریمی
- هومن صفایی پور
- بهرام بلنده
- صفدر سیاهپوش
- فریبرز عرب نیا
- اسماعیل سلطانیان
- رضا معارفی
- محمد سعیدفر
- اشکان اردلان
- آرمین رجبی
- رامین بیک پوریان
- محمد طهماسبی
- بهاره برنجی نتاج
- بهنام نجات
- علیرضا مقتدر
- قاسمی